# Academischer Club zu Hamburg

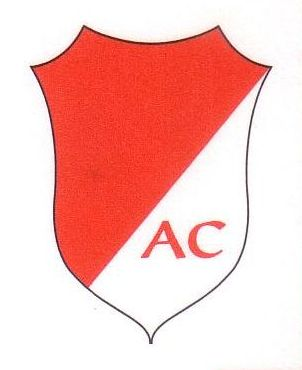
Hamburger Farben

Der Academische Club zu Hamburg ist ein 1859 gegründeter Herrenclub von  Akademikern in Hamburg. Nur Kösener Corpsstudenten können Mitglied werden.

## Geschichte

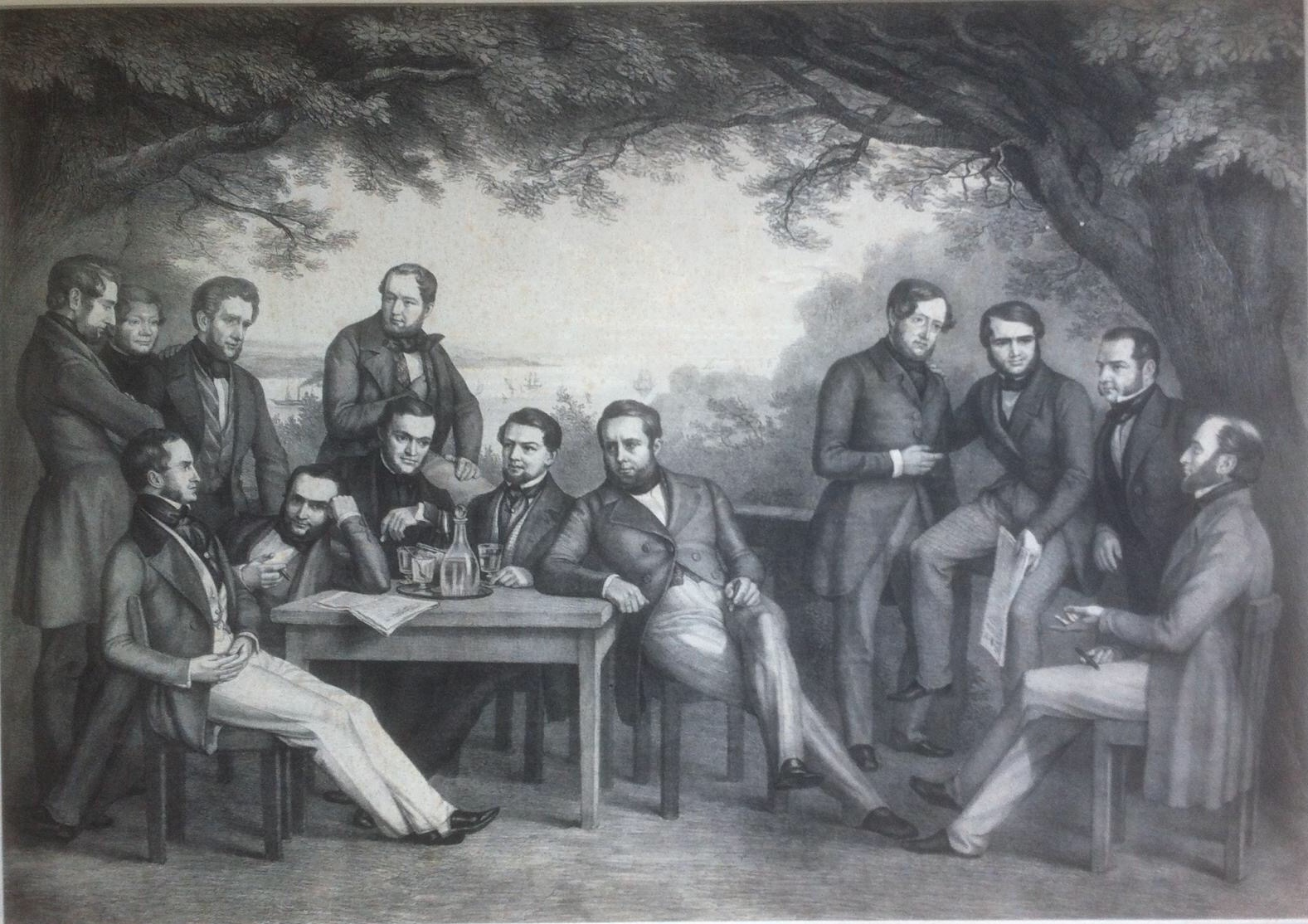
Otto Speckter: der Heidelberger Club 1847 auf der Terrasse des Jacob in Nienstedten

Die Hamburger Corpsstudenten von der Ruprecht-Karls-Universität Heidelberg trafen sich regelmäßig zum Quodlibet bei Betz am Rathausmarkt. Bald schlossen sich weitere Corpsstudenten an. Da fast alle Juristen waren,
lag der Gedanke an eine engere  Gemeinschaft mit eigener Satzung nahe.
Drei Heidelberger Vandalen, drei Heidelberger Westfalen, zwei Hannoveraner, ein „Bremser“, ein Bonner Pfälzer und ein Bonner Hanseate trieben das Vorhaben voran.
Die Advokaten Georg Ferdinand Kunhardt, Ludwig Carl Friedrich Otto Meier (1825–1906), Friedrich Wilhelm Stockfleth (1826–1889), Heinrich Föhring, Edmund (von) Parish, Martin Söhle, Johannes Friedrich Hudtwalcker, Hieronymus Carl Richard Sillem und Heinrich Donnenberg, der Arzt Jacob Ferdinand Arning und der Verwaltungsbeamte Johann Friedrich Voigt orientierten sich bei der Gründung des AC am Heidelberger Club, den Heidelberger Corpsstudenten in den 1840er Jahren in Hamburg gegründet hatten. Verwirklicht wurde sie am 15. Dezember 1859 im Erlanger Bierhaus, einer Gaststätte in der Marienstraße von St. Pauli. Auf dänischem, ab 1867 preußischem Gebiet kamen dort die Mitglieder zunächst allwöchentlich zusammen. Größere Veranstaltungen richtete der AC teilweise mit den AHSC zu Kiel und Lübeck aus, so auch 1895 die Feierlichkeiten zu Ehren Otto von Bismarcks; 5000 Teilnehmer brachten dem Reichsgründer einen Fackelzug. Die „allgemeinen Corpscommerse“ fanden bald abwechselnd in Hamburg, Kiel und Lübeck und dreimal auf Helgoland statt.
In der Zeit des Nationalsozialismus hatte die Geheime Staatspolizei Ende 1938 die Auflösung des AC angeordnet. Der AC beschloss sie am 30. Dezember 1938 und bestellte die Vorstandsmitglieder Niemeyer und Reusch als Liquidatoren. Schon auf dem letzten Abend am 13. Januar 1939 wurde auf Anregung von Schön und Rittmeyer beschlossen, als nichteingetragener Verein weiterzumachen. Zum 19. Januar 1939 im Vereinsregister gelöscht, musste der AC den 14-täglichen Rhythmus der Treffen auch im Krieg nicht unterbrechen.

## Eigenart
Der AC ist kein Alte-Herren-Senioren-Convent (AHSC) und somit nicht Mitglied des Verbandes Alter Corpsstudenten. Die bei der Gründung des AC beschlossenen Paragraphen und Beschlüsse gelten bis auf unerhebliche Ausnahmen noch heute. Dazu gehört, dass nur Kösener Corpsstudenten Mitglieder werden können und ihre Aufnahme Einstimmigkeit verlangt. Mit Beschluss vom 8. Januar 1886 wurde die Ehrenmitgliedschaft eingeführt.
Die ihm vom Verband Alter Corpsstudenten in den 1890er Jahren zugedachte Rolle eines Hamburger AHSC lehnte der AC „mit allen gegen 1 Stimme“ ab. So entstand 1905 in Altona der AHSC Hamburg. Er besteht noch heute und hat etwa 180 Mitglieder. Der Vorsitzende des AHSC ist von jeher Fuchsmajor des AC.
Mit dem kleinformatigen Perkeo hat der AC von jeher ein eigenes Liederbuch. Von den Hundert alten Trinkliedern werden viele anderswo schon längst nicht mehr gesungen. Nur beim Stiftungsfest angestimmt wird Nr. 1, das A.C.-Lied „Was sind das für heitere Klänge ...“

## Mitglieder
Bis 1955 kamen die weitaus meisten Mitglieder aus dem grünen Kreis. Die Mitgliederzahl schwankt seit Jahrzehnten um 130. Nach den Statuten wird der AC vom Dominus praeses geleitet. Bei der Verwaltungsarbeit hilft ihm der Dominus tertius. „Füchse“ sind alle diejenigen Mitglieder, die jünger sind als der Fuchsmajor; mit der Dauer seiner Amtszeit werden das immer mehr.
Kennzeichnend für den AC sind die langen Amtszeiten seiner Vorstände. Als Dominus praeses kamen Heinrich Föhring auf 25, Arthur Thost auf 31 und Wilhelm Röhl auf 33 Jahre.  Friedrich Voigt, der erste Dominus tertius, blieb 61 Jahre im Amt, „bis ihn der Tod erlöste“ (1920). Klaus Figge war 40 Jahre „Dritter“. Ernst Riechert ist seit Jahrzehnten Fuchsmajor des AC und Vorsitzender des AHSC Hamburg.

### Domini praesides
- 1859: Heinrich Föhring Hannovera
- 1885: Heinrich Donnenberg Palatia Bonn
- 1899: Heinrich Matthias Burchard Palatia Bonn
- 1901: Alexander Schön Guestphalia Heidelberg
- 1906: Arthur Thost Rhenania Würzburg
- 1938: Louis Niemeyer Guestphalia Leipzig, Guestphalia Berlin
- 1939: Gustav Rittmeyer Franconia München
- 1969: Wilhelm Röhl Suevia Straßburg
- 2002: Dirk Bernhard Lohmann Hildeso-Guestphalia, Borussia Tübingen, Vandalia Rostock (EM)
- 2005: Dietrich Branzka Brunsviga Göttingen
- 2018: Volker Römer Jens Rheno-Guestphalia, Albertina

### Ehrenmitglieder
- Heinrich Föhring (1885)
- Heinrich Donnenberg (1899)
- Johann Friedrich Voigt (1905) Hansea Bonn, Hannovera
- Philipp Moller (1909) Vandalia Heidelberg
- Charles Bottler (1909) Saxonia Bonn, Starkenburgia
- Arthur Thost (1926)
- Louis Niemeyer (1926)
- Gustav Rittmeyer (1954)
- Otto Bothe (1959) Suevo-Borussia EM[4]
- Alexander Koob (1959) Rhenania Erlangen
- Wilhelm Röhl (1989)
- Klaus Figge (1996) Hannovera
- Ernst Riechert (1996) Saxonia Jena, Saxonia Bonn
- Gert Henning (2013) Hasso-Nassovia
- Dietrich Branzka (2018) Brunsviga Göttingen

## Veranstaltungen

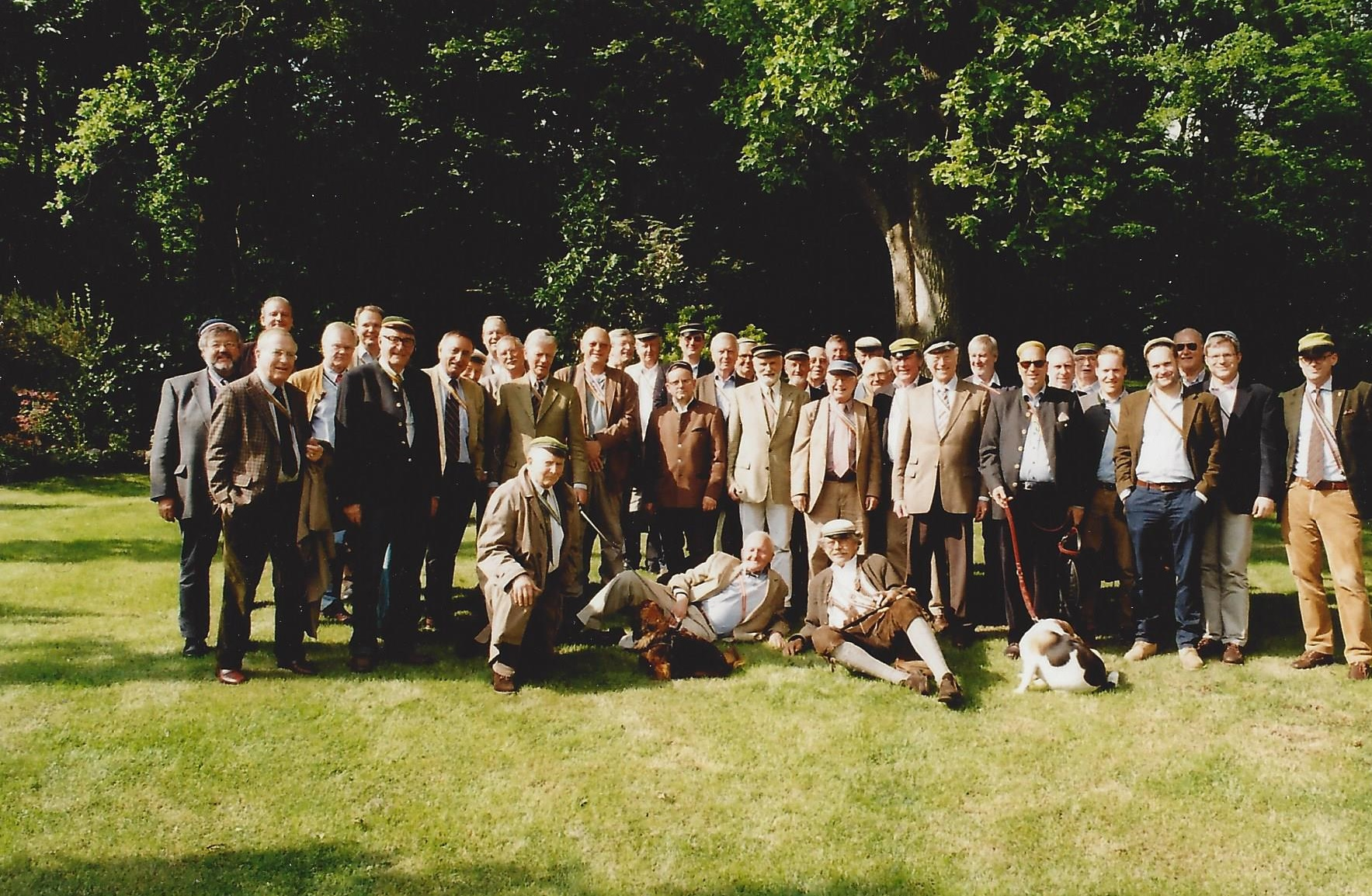
Heideschnefter (2014)

Zu den Kneipen traf sich der AC jeden Freitag im Erlanger Bierhaus in St. Pauli, das 1943 in der Operation Gomorrha zerstört wurde. Nach dem Zweiten Weltkrieg traf der AC sich bis in die 1970er Jahre im Remter der Handwerkskammer Hamburg, dann auf den  Corpshäusern von  Thuringia Jena und Albertina. In jener Zeit wurde auf den Donnerstag gewechselt. Im Ehevertrag haben sich manche Mitglieder den AC-Abend ausbedungen. Alljährliche (in den Statuten verankerte) Veranstaltungen sind die Mitgliederversammlung nach Neujahr, der Frühlingsschnefter und das Spanferkelessen in der  Nordheide, die Sommersprütze an der Elbe und das Stiftungsfest im Dezember.

## Freunde

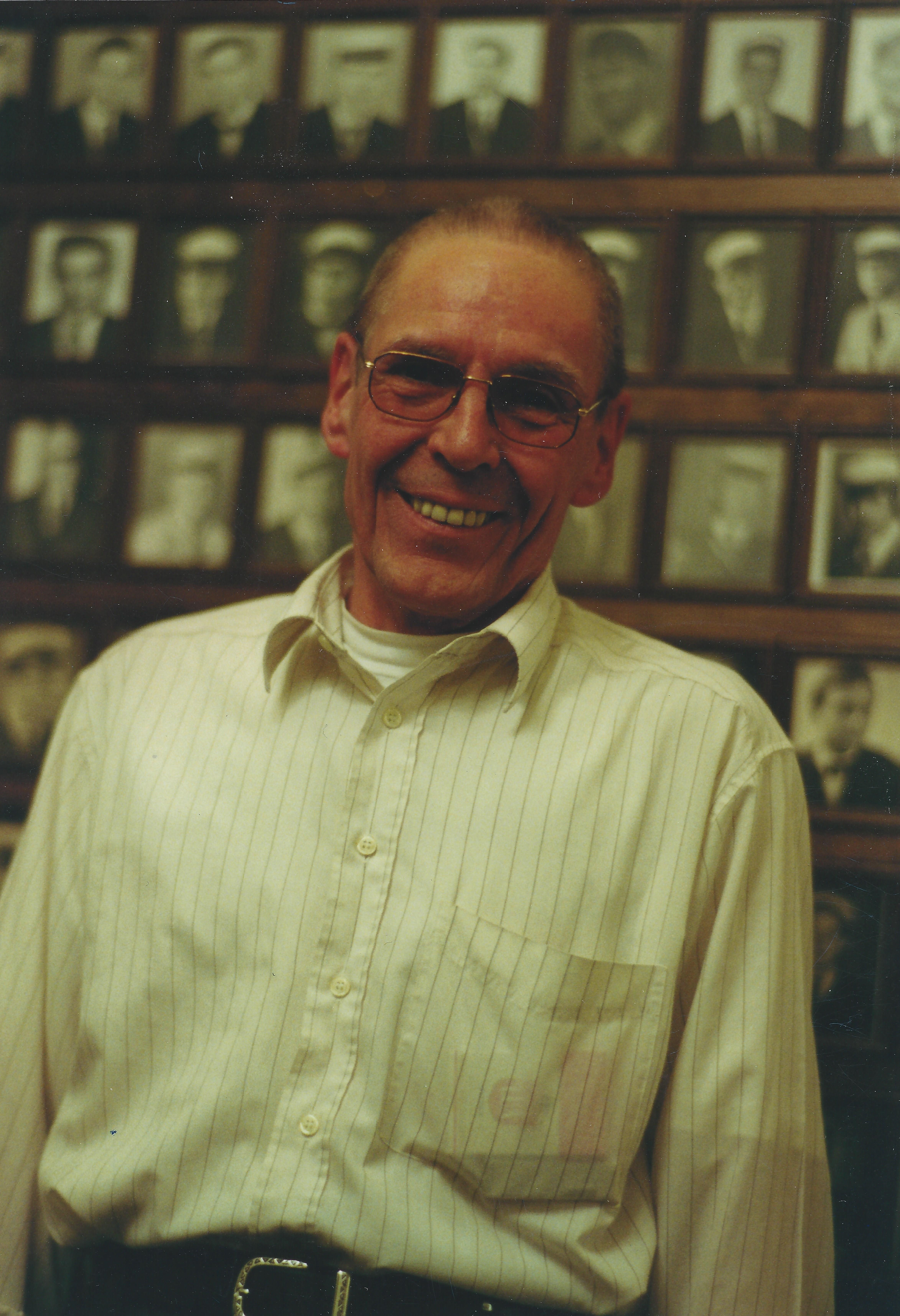
Klaus-Peter Schlünsen

Seit 1984 betreute Klaus-Peter Schlünsen die AC-Abende. Seine Frau Renate Schlünsen war von 1983 bis 1990 Hauswirtschafterin bei Thuringia Jena. Mit beiden Töchtern und dem Sohn half sie ihrem Mann bei großen Veranstaltungen des AC (und des AHSC). Seit der Kindheit lungenkrank, übergab Schlünsen 2009 die AC-Betreuung an seine Frau. Als er im Februar 2014 mit 70 Jahren gestorben war und auf dem Friedhof Ohlsdorf beerdigt wurde, erwiesen ihm der AC und Thuringia die letzte Ehre.